# Judith Keller (Schauspielerin)

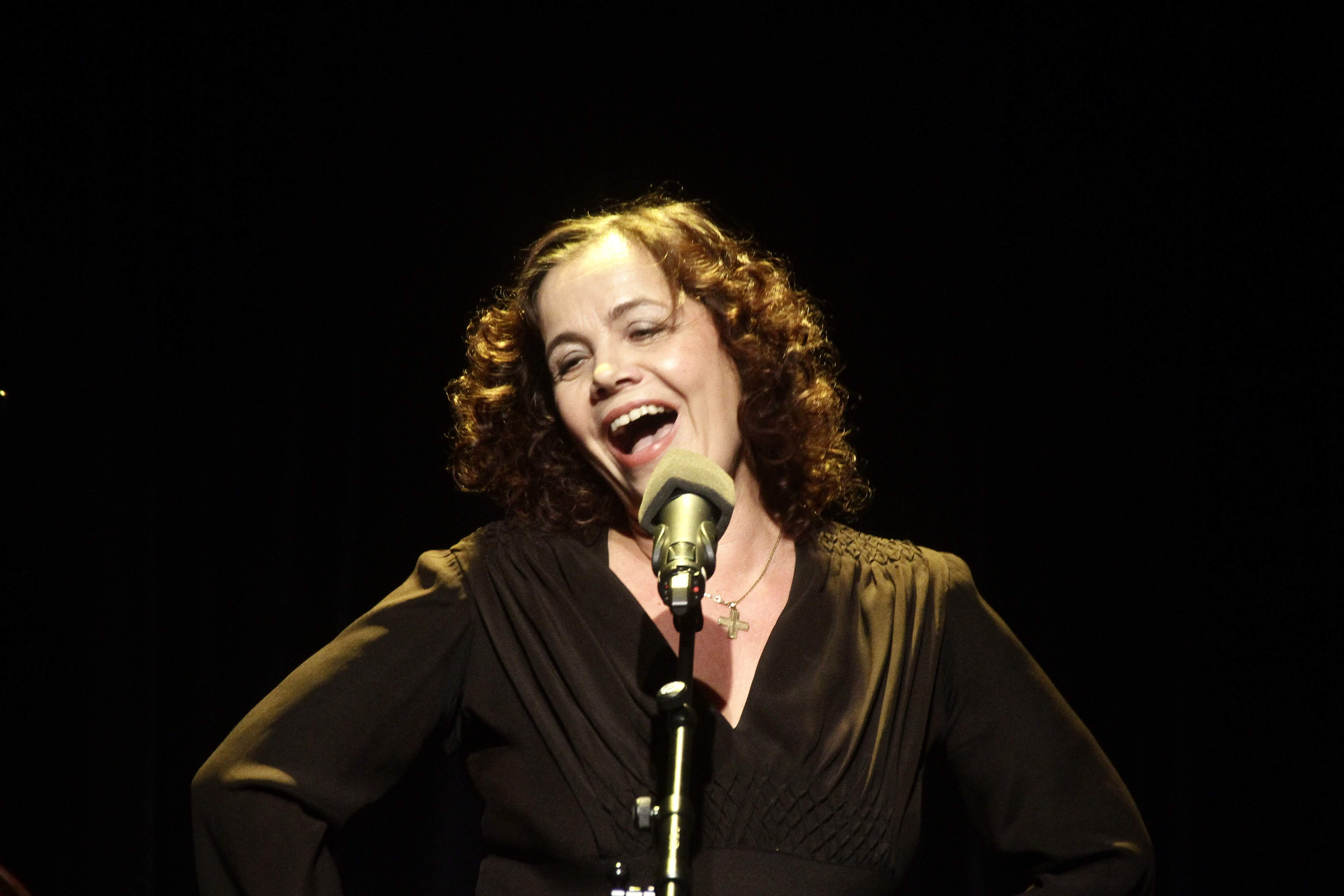
Judith Keller (2018)

Judith Mirjam Keller (* 24. November 1961 in Basel, Schweiz) ist eine Schweizer Schauspielerin, Regisseurin, Musikerin und Autorin.

## Leben

### Herkunft und Ausbildung
Judith Keller wurde in Basel als ältestes von drei Kindern geboren. Ihre Mutter ist die Malerin Paula Keller-Ryser (Künstlername Paula Pakery), ihr Vater ist Alban Keller. Sie besuchte in Münchenstein die Grundschule und das Gymnasium. Ihr Lehrdiplom für Violine absolvierte sie bei Sándor Zöldy (Végh Quartet) am Konservatorium der Musik-Akademie der Stadt Basel, ihre Schauspielausbildung an der Ecole internationale de théatre Jacques Lecoq und an der Hochschule der Künste Bern und eine private Gesangs- und Tanzausbildung. Ausserdem besuchte sie Filmseminare bei Walter Lott, John Costopulus, Krzysztof Kieślowski und Edward Żebrowski.

### Schauspieltätigkeit
Sie war von 1989 bis 1999 festes Ensemblemitglied am Volkstheater Wien unter der Leitung von Emmy Werner und anschließend von 1999 bis 2012 am Tiroler Landestheater unter der Leitung von Brigitte Fassbaender und Klaus Rohrmoser, ausserdem arbeitete sie u. a. am Stadttheater Basel, Stadttheater Bern, bei den Salzburger Festspielen, dem Waldviertler Hoftheater, den Tiroler Volksschauspielen, beim Tiroler Dramatikerfestival, dem Stadttheater Bruneck, am Landestheater Niederbayern und am Münchner Volkstheater. 
Sie spielte u. a. die Klytaimnestra in Aischylos’ Die Orestie, die Wetti Zwöschbenflöck in Fritz von Herzmanovsky-Orlandos Prinz Hamlet der Osterhase oder Sellawie, die Leonarda in Lina Wertmüllers Liebe und Magie in Mammas Küche, die Amme in Romeo und Julia und den Puck im Ein Sommernachtstraum von Shakespeare.
Seit 2016 ist sie auch als Autorin unter dem Namen Judith Mirjam Keller tätig. Ihr Stück Federleicht erschien 2018.

### Regietätigkeit
Judith Keller führte Regie bei Lysistrata am Ensemble Theater Wien, Hexe Hillary geht in die Oper von Peter Lund, norway.today von Igor Bauersima, Die Schneekönigin von Hans Christian Andersen am Tiroler Landestheater, Ella von Herbert Achternbusch bei den Tiroler Volksschauspielen, Mitternachtssexkomödie von Woody Allen und Halbe Wahrheiten von Alan Ayckbourn am Stadttheater Bruneck, Persona von Ingmar Bergman am Schauspielhaus Salzburg, Die Wut der Sanftmütigen und Federleicht von Judith Mirjam Keller uraufgeführt beim Tiroler Dramatikerfestival/Hin&Weg Festival in Litschau und Die Affäre in der Rue Lourcine von Labiche am Innsbrucker Kellertheater.

### Soloprogramme, Konzert- und Musiktheateraufführungen
Keller tritt auf Tourneen mit Soloprogrammen, Liedern von Bertolt Brecht und Edith Piaf sowie mit Tango-Musik auf. Außerdem wurde sie für Konzert- und Musiktheateraufführungen als Sängerin, Sprecherin und Geigerin (mit der IGNM Basel und dem Klangforum Wien) engagiert, u. a. als Lady Macbeth (Mezzo) in der Oper Cadence Macbeth: The Rise of Prince Lulach von Norbert Zehm, als singende Schauspielerin in Pierrot Lunaire von Arnold Schoenberg und in Tarantella, Encore und Mozartharlekinade von Jürg Wyttenbach. Sie trat mit ihren Soloprogrammen und Musiktheaterengagements u. a. am Stadttheater und Stadtcasino Basel, am Theater Neumarkt Zürich, am Theaterhaus Gessnerallee, bei den Salzburger Festspielen, bei den Musiktagen Mondsee, im Konzerthaus Wien, im Porgy & Bess Wien, am Tiroler Landestheater, in der Alten Oper Frankfurt, bei den Weltmusiktagen Oslo, am Stadttheater Bruneck und beim Festival Musikforum Viktring auf.

### Privates
Judith Keller ist seit 1993 mit Klaus Rohrmoser verheiratet, mit dem sie zwei Söhne hat. Seit 2017 ist ihr Hauptwohnsitz im 6. Bezirk in Wien.

## Dramen
- Die Wut der Sanftmütigen (uraufgeführt beim Tiroler Dramatikerfestival 2016)
- Federleicht, erschienen beim Thomas Sessler Verlag[10] (uraufgeführt beim Tiroler Dramatikerfestival 2018 und beim Hin&Weg Festival in Litschau 2018)

## Diskografie
- Luz y sombra, Cuarteto Viena Tango (CD Extraplatte). Judith Keller (vocal, violin, arrangements), Ingrid Eder (bandoneon), Christian Heitler (piano, arrangements), Michael Preuschl (bass)[23][24]

## Auszeichnungen
- Bundesministerium für Wissenschaft, Forschung und Kunst Wien 1996
- Theater-Alpenrose der Saison beste Darstellerin 2007